# Pietro Lunardi

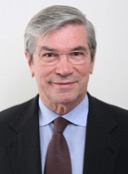
Pietro Lunardi

Pietro Lunardi (Parma, 19 juli 1939) is een  Italiaans politicus. In alle drie de regeringen-Berlusconi was en is hij minister van Transport en Infrastructuur.
Hij wordt beschuldigd van belangenverstrengeling, omdat hij als minister de verantwoordelijkheid heeft over de publieke werken en tegelijkertijd eigenaar is van Rocksoil, een bedrijf dat grote werkzaamheden op infrastructureel gebied verricht, al is zijn vrouw officieel eigenaar van het bedrijf.